# آمنة الزعبي
آمنة فلاح الزعبي (1955- ) محامية أردنية وعضو مجلس الأعيان الأردني الخامس والعشرين. ولدت في الرمثا، الأردن في 7/ 5/ 1955، وتحمل بكالوريوس تربية / سنة رابعة قانون. وهي رئيسة اتحاد المرأة الأردني بدءاً من تشرين الأول 2017.

## الخبرات العملية
- مرشدة تربوية (وزارة التربية والتعليم)
- عضو اللجنة الوطنية لشؤون المرأة
- عضو المكتب التنسيقي لشبكة المنظمات العربية للتنمية
- عضو المكتب التنسيقي لمحكمة النساء العربيات
- عضو المكتب التنسيقي للمنظمة العربية للإصلاح الانتخاب
- عضو المنتدى الاجتماعي العربي
- عضو لجنة الحوار  الوطني
- عضو الملتقى الوطني للدفاع عن الحريات العامة
- عضو اللجنة التنفيذية للجهة الوطنية للإصلاح
- عضو مجلس الأعيان الخامس والعشرون